# 瑟德納

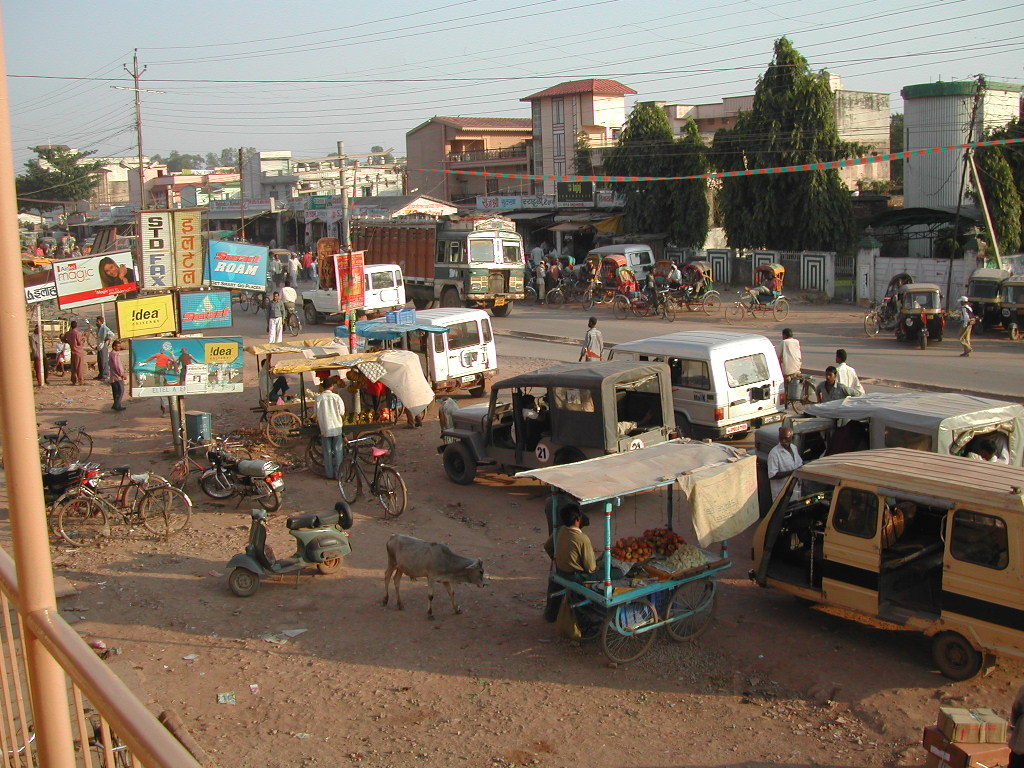

瑟德納是印度的城市，由中央邦瑟德纳县負責管轄，位於該國東北部，距離首府博帕爾450公里，面積7,502平方公里，海拔高度315米，主要經濟活動是水泥業，2011年人口283,004。

## 外部連結
- Official website of Satna （页面存档备份，存于）